# 仲 (ふじみ野市)
仲（なか）は、埼玉県ふじみ野市の町名。現行行政地名は仲一丁目から三丁目。郵便番号は356-0025。

## 地理
ふじみ野市の東部の低地に位置する。東武東上線上福岡駅から南東に1.5キロほどで、おもに住宅地として利用されている。

## 歴史

### 沿革
- 1973年（昭和48年）2月7日 - 土地改良事業により[5]、大字中福岡、大字福岡新田の各一部から仲一丁目から三丁目が成立[4]。
- 2005年（平成17年）10月1日　- 入間郡大井町と合併してふじみ野市になり、ふじみ野市の町丁となる。

## 世帯数と人口
2017年（平成29年）10月1日現在の世帯数と人口は以下の通りである。
| 丁目     | 世帯数  | 人口    |
| -------- | ------- | ------- |
| 仲一丁目 | 145世帯 | 360人   |
| 仲二丁目 | 120世帯 | 277人   |
| 仲三丁目 | 148世帯 | 374人   |
| 計       | 413世帯 | 1,011人 |

## 小・中学校の学区
市立小・中学校に通う場合、学区（校区）は以下の通りとなる。
| 丁目     | 番地 | 小学校                     | 中学校                   |
| -------- | ---- | -------------------------- | ------------------------ |
| 仲一丁目 | 全域 | ふじみ野市立さぎの森小学校 | ふじみ野市立花の木中学校 |
| 仲二丁目 | 全域 | ふじみ野市立さぎの森小学校 | ふじみ野市立花の木中学校 |
| 仲三丁目 | 全域 | ふじみ野市立さぎの森小学校 | ふじみ野市立花の木中学校 |

## 施設
- 曹洞宗薬王寺[4]
- 水天宮
- 中福岡集会所